# Coquimbo
Coquimbo è una città portuale capoluogo della Provincia di Elqui, collocata lungo la Panamericana, nella regione di Coquimbo del Cile. Coquimbo si trova in una valle 10 km a sud di La Serena, con cui forma un'area metropolitana di più di 300 000 abitanti.

## Origine della parola Coquimbo
La parola Coquimbo deriva della lingua Quechua, e significa "luogo dell'acqua calma"

## Storia
Questo luogo è stato abitato da molti popoli indigeni (Chango) e quando Pedro de Valdivia l'ha visitato, ha detto che era un posto perfetto per creare un porto. Dello stesso avviso erano molti marinai, corsari e pirati, come Francis Drake nel 1578, Bartolomé Sharp nel 1680 e Edward Davis nel 1686.